# 日本曲柄藓
日本曲柄藓（学名：Campylopus japonicus）为曲尾藓科曲柄藓属下的一个种。

## 扩展阅读
- 維基物種上的相關：日本曲柄藓